# Traffic Engineering
Traffic Engineering (im Englischen: Teletraffic Engineering) beschreibt den Prozess der Erhebung (Analyse), Gestaltung und Optimierung von Datenflüssen und -wegen in Rechnernetzwerken. Im englischen Sprachgebrauch bezeichnet Traffic Engineering die Verkehrsplanung.
Am Anfang des Prozesses steht eine Erhebung der Anforderungen, sei es aus einem bereits vorhandenen Ist-Zustand oder auf Basis von Vergleichsdaten (etwa aus vergleichbaren Anforderungen).
Danach wird mittels Prognoserechnungen der tatsächliche Bedarf an Verbindungswegen bzw. -kapazitäten ermittelt:
- Wer wird mit wem verbunden? – die Verkehrs- oder Traffic Matrix
- geeignete Techniken (IP-VPN, MPLS, Frame Relay, ATM, Anpassung von IGP-Linkgewichten)
- Bandbreiten
- Kapazitäten der Netzwerkelemente (Router, Switches, Nodes)
- QoS-Parameter.

Die sich daraus ergebenden Veränderungen sollen dann zu einer Optimierung der Datenwege führen. Ziele dabei sind: geringe Last, minimale Verluste und Laufzeiten, optimale Wegeführung.